# Liste der Baudenkmale in Goslar - Jakobikirchhof
In der Liste der Baudenkmale in Goslar - Jakobikirchhof sind alle Baudenkmale in der Straße Jakobikirchhof der niedersächsischen Gemeinde Goslar aufgelistet. Die Quelle der Baudenkmale ist der Denkmalatlas Niedersachsen. Der Stand der Liste ist der 10. Oktober 2022.

## Allgemein
In den Spalten befinden sich folgende Informationen:
- Lage: die Adresse des Baudenkmales und die geographischen Koordinaten. Kartenansicht, um Koordinaten zu setzen. In der Kartenansicht sind Baudenkmale ohne Koordinaten mit einem roten Marker dargestellt und können in der Karte gesetzt werden. Baudenkmale ohne Bild sind mit einem blauen Marker gekennzeichnet, Baudenkmale mit Bild mit einem grünen Marker.
- Bezeichnung: Bezeichnung des Baudenkmales
- Beschreibung: die Beschreibung des Baudenkmales. Unter § 3 Abs. 2 NDSchG werden Einzeldenkmale und unter § 3 Abs. 3 NDSchG Gruppen baulicher Anlagen und deren Bestandteile ausgewiesen.
- ID: die Objekt-ID des Baudenkmales
- Bild: ein Bild des Baudenkmales, ggf. zusätzlich mit einem Link zu weiteren Fotos des Baudenkmals im Medienarchiv Wikimedia Commons. Wenn man auf das Kamerasymbol klickt, können Fotos zu Baudenkmalen aus dieser Liste hochgeladen werden:

Zurück zur Hauptliste
| Lage                                           | Bezeichnung                  | Beschreibung | ID       | Bild           |
| ---------------------------------------------- | ---------------------------- | --- | -------- | -------------- |
| Jakobikirchhof 51° 54′ 28″ N, 10° 25′ 35″ O    | Straßenraum                  | | 36593548 | BW             |
| Jakobikirchhof 51° 54′ 29″ N, 10° 25′ 36″ O    | St.-Jakobi-Kirche            | Dreischiffige Hallenkirche mit vier Jochen Kreuzgewölben, Westbau mit Doppelturmfront mit runden Turmhelmen. Fassade in Bruchsteinmauerwerk, Spitzbogenfensteröffnungen. Innenräume nach 1803 mit Innenausstattung aus dem Riechenberger Kloster, darunter eine Pieta aus dem frühen 16. Jh. von Hans Witten, sowie barocke Seitenaltäre, Gestühl und Beichtstuhl. Lutherische Kanzel, Taufbecken und Orgelprospekt aus der Renaissancezeit. | 36595485 | Weitere Bilder |
| Jakobikirchhof 51° 54′ 29″ N, 10° 25′ 35″ O    | St.-Jakobi-Kirche (Kirchhof) | Kirchplatz mit umgebender geschlossener Blockrandbebauung, Kirche in der Platzmitte geostet, dadurch variierende Abstände zu der nicht nach Himmelsrichtungen ausgerichteten Umgebungsbebauung. Platzfläche mit Kopfsteinpflaster besetzt. | 36596846 | BW             |
| Jakobikirchhof 1 51° 54′ 28″ N, 10° 25′ 33″ O  | Wohnhaus                     | Zweigeschossiger Fachwerkbau mit Satteldach, traufständig; mittiges Zwerchhaus mit Satteldach. | 38399316 |                |
| Jakobikirchhof 1 51° 54′ 28″ N, 10° 25′ 33″ O  | Nebengebäude                 | Zweigeschossiger Massivbau mit Satteldach, Fassade im EG in Backsteinmauerwerk, im OG mit Schieferverblendung; mittiges Zwerchhaus mit Krüppelwalmdach. Zwei Ladeluken im OG. | 36582677 |                |
| Jakobikirchhof 2 51° 54′ 28″ N, 10° 25′ 34″ O  | Wohnhaus                     | Zweigeschossiger Fachwerkbau mit Satteldach, traufständig; Hauseingang mittig, mit kassettierter zweiflügeliger Holztür. Inschrift über Kellerfenster: „G D A 1838“. | 36528287 |                |
| Jakobikirchhof 2 51° 54′ 28″ N, 10° 25′ 33″ O  | Nebengebäude                 | Zweigeschossiges Gebäude mit Satteldach; vermutlich Fachwerkkonstruktion, EG mit Putzfassade und großer Tordurchfahrt, OG mit Schieferverblendung. | 36582651 | BW             |
| Jakobikirchhof 3 51° 54′ 28″ N, 10° 25′ 34″ O  | Wohnhaus                     | Zweigeschossiger Fachwerkbau mit Satteldach, Krüppelwalm über dem Südgiebel, traufständig; Fassade verputzt, mit Quaderung. Hauseingang mittig, mit Treppe. | 39751780 |                |
| Jakobikirchhof 3a 51° 54′ 27″ N, 10° 25′ 34″ O | Wohn-/ Geschäftshaus         | Zweigeschossiger Massivbau mit Walmdach in Ziegelgasse, traufständiges Eckhaus. Fassade verputzt, umlaufendes Gesimsband, Fensterfascien. | 36604640 |                |
| Jakobikirchhof 4 51° 54′ 28″ N, 10° 25′ 35″ O  | Wohn-/ Geschäftshaus         | Zweigeschossiger Fachwerkbau mit Satteldach in Schieferdeckung, traufständig. Fassade fachwerksichtig. | 39914339 |                |
| Jakobikirchhof 7 51° 54′ 28″ N, 10° 25′ 37″ O  | Wohn-/ Geschäftshaus         | Zweigeschossiger Fachwerkbau mit Satteldach in Ziegeldeckung, traufständig. Fassade fachwerksichtig, im EG Einbau einer Gaststätte. | 36566131 |                |
| Jakobikirchhof 7 51° 54′ 28″ N, 10° 25′ 37″ O  | Hinterhaus                   | Hinterhaus, 1876–77 nach Plänen von Friedrich Brunke erbaut, ursprüngliche Nutzung mit Waschhaus im EG und Kammern im OG. Zweigeschossiger Fachwerkbau mit Satteldach in Ziegeldeckung. Fassade fachwerksichtig. | 36580775 | BW             |
| Jakobikirchhof 8 51° 54′ 28″ N, 10° 25′ 38″ O  | Wohn-/ Geschäftshaus         | Zweigeschossiger Fachwerkbau mit Walmdach in Ziegeldeckung sowie mittigen Zwerchhäusern zu jeder Straßenseite, traufständiges Eckhaus. Fassade fachwerksichtig, Erdgeschoss mit Ladeneinbau und Schaufensterverglasung; Inschrift in Zwerchhausgiebel „1872“. | 36604668 |                |